# Eduard Arnhold
Pour les articles homonymes, voir Arnhold.
Eduard Arnhold, est né le 12 juin 1849 à Dessau et mort le 10 août 1925 à Schliersee dans l'Arrondissement de Miesbach en Haute-Bavière, homme d'affaires, collectionneur, mécène et philanthrope allemand.

## Biographie
Eduard Arnhold est un industriel qui fait fortune dans le commerce du charbon en provenance de la Silésie. Il est membre d'honneur du conseil de surveillance de la Dresdner Bank.
En 1913, le Kaiser Guillaume II d'Allemagne le nomme à la Chambre des seigneurs de Prusse.
Eduard Arnhold investit son immense fortune personnelle dans l'achat d'œuvres d'art et soutint des fondations culturelles et artistiques. Arnhold collectionne l'art français moderne, Manet, Monet, Courbet, Pissaro, Renoir et Liebermann, Böcklin, Leibl et Corinth, entre autres. Pas plus tard qu'en 1938, la collection est décrite comme la collection privée la plus importante de Berlin, tant au pays qu'à l'étranger.
Il aide ainsi l'État prussien à financer l'ouverture d'une Académie allemande des Arts dans le palais de la Villa Massimo de Rome. La Fondation Eduard Arnhold apporte un soutien financier à l'Académie des arts de Berlin en offrant des bourses d'études aux étudiants.